# 黄花草
黄花草（学名：Arivela viscosa），又名黄花菜（本草纲目）、臭矢菜（海南植物志）、向天黄（台湾），是醉蝶花科白花菜属的植物。分布于热带、台灣本島、亚热带以及中国大陆的云南、福建、广东、湖南、安徽、江西、浙江、广西、海南等地，生长于海拔240米至500米的地区，多生长于干燥气候条件下的荒地或田野间，目前已由人工引种栽培。

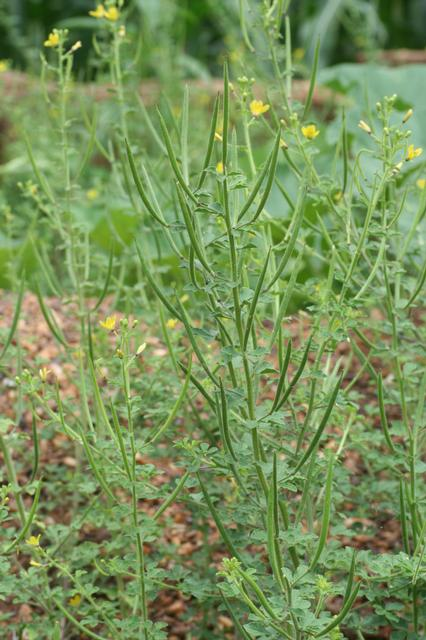
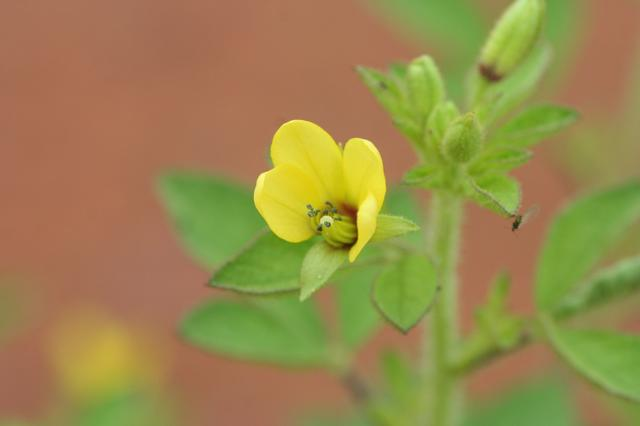
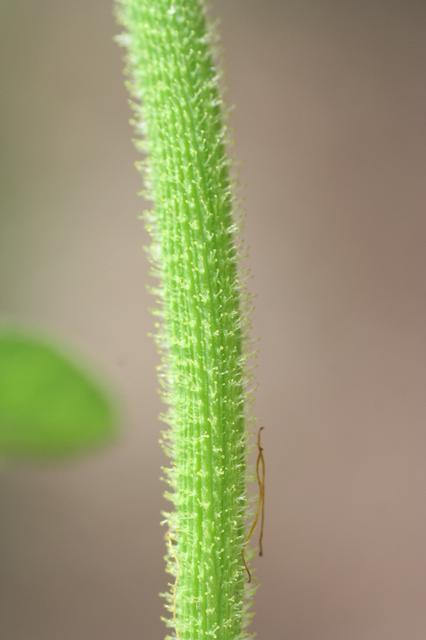
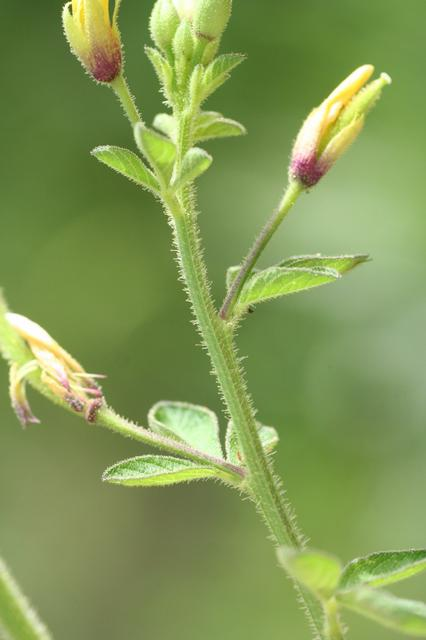